# Victoria Ocampo
Ramona Victoria Epifanía Rufina Ocampo Aguirre (Buenos Aires, 7 aprile 1890 – Béccar, 27 gennaio 1979) è stata un'editrice e scrittrice argentina.

## Biografia

### Formazione culturale e soggiorno in Francia
Victoria Ocampo apparteneva a una famiglia aristocratica la cui storia familiare si mescola con la storia stessa della Repubblica Argentina. Figlia di Manuel Ocampo (1860-1931), ingegnere e costruttore di strade e ponti, e di Ramona Máxima Aguirre (1866-1935), nacque in un alloggio della calle Viamonte 482, di fronte alla chiesa di Santa Caterina da Siena. Victoria era la maggiore di sei sorelle — dopo di lei nacquero Angélica (1891-1980), Francisca (1894-1967), Rosa (1896-1968), Clara (1898-1911) e Silvina (1903-1993), futura scrittrice e moglie di Adolfo Bioy Casares.
Com'era d'uso nelle farmiglie aristocratiche, Victoria fu educata privatamente da istitutrici; studiò letteratura, storia, religione e matematica con Alexandrine Bonnemason e lingua inglese con Kate Ellis.
Nel 1896 la famiglia fece un viaggio in Europa, visitando Parigi, Londra, Ginevra e Roma. La prima lingua che Ocampo imparò fu il francese, seguito dall'inglese e dallo spagnolo. L'anno successivo ritornò in Argentina.
Di nuovo a Buenos Aires, cominciò a nutrire interesse per la letteratura. Da bambina aveva ammirato Jules Verne, Arthur Conan Doyle, Charles Dickens, Guy de Maupassant, Daniel Defoe ed Edgar Allan Poe. Sviluppò inoltre una grande passione per il tennis e per la musica di Chopin.
Nel 1901, la scrittura divenne per lei una forma di «sfogo». Fu così che redasse i suoi primi articoli e le sue prime relazioni in francese, tra cui si annoverano L'Ideal, Chopin, Fleur étrange, A Musset e una difesa dei boeri nella guerra del Transvaal. A 10 anni, dopo aver assistito a due opere teatrali, nacque la passione per il palcoscenico, al punto che Ocampo maturò il desiderio di diventare attrice, incontrando però l'ostilità del padre, secondo il quale la professione non era adatta allo status sociale della famiglia.
Nel novembre del 1908, la famiglia tornò in Europa. Victoria, diciottenne, seguì lezioni di pianoforte, vocalizzazione e filosofia - tenute, queste ultime, da Henri Bergson al Collège de France -, e alla Sorbona studiò letteratura greca antica, letteratura inglese, le origini del Romanticismo e le opere di Dante e Nietzsche.
L'anno prima, a una partita di tennis, Ocampo aveva conosciuto Luis Bernardo de Estrada (1881-1933), di famiglia nobile, molto cattolica e conservatrice. Cominciarono a frequentarsi nel 1911 e l'8 novembre 1912 si sposarono a Buenos Aires. Victoria credeva che gli atteggiamenti possessivi e sospettosi del marito si sarebbero stemperati dopo il matrimonio, ma non fu così. La loro unione durò poco: per Victoria terminò quando scoprì una lettera del consorte al nonno Manuel Ocampo, in cui Luis Bernardo assicurava che le velleità della moglie di fare l'attrice si sarebbero spente con la prima gravidanza. Tornati a Buenos Aires nel 1914, erano separati di fatto, anche se formalmente ancora sposati. La separazione legale arrivò nel 1922.
In realtà già durante la luna di miele, il 4 aprile 1913, a Roma, la donna aveva conosciuto Julián Martínez, un diplomatico di quindici anni più vecchio di lei e cugino del marito. Ocampo ne rimase subito affascinata, ma l'incipiente sentimento doveva fare i conti con l'antipatia reciproca che vi era tra i due uomini. A Parigi, Ocampo convinse il marito a invitare Martínez a uno spettacolo dei Balletti russi, e Victoria rivide Martínez al teatro Colón di Buenos Aires. Le voci di una loro relazione si fecero così crescenti, fino a giungere alle orecchie di Estrada. Ocampo e Martínez vollero risalire alle origini della diceria: in questo modo finirono presto con l'intrattenere dialoghi telefonici ed epistolari. Lo scandalo scoppiò quando la domestica mise sulla scrivania del furente Estrada una lettera della moglie all'amante. Alla fine degli anni Venti, Ocampo convisse con il diplomatico per due mesi. In seguito si lasciarono senza rancore, dopo tredici anni di relazione, per poi ricominciare a scriversi nel 1939.
Dal suo lungo soggiorno in Francia derivò un gusto raffinato per la letteratura europea che si riflesse nella sua opera editoriale. Ebbe con Pierre Drieu La Rochelle un rapporto intenso, durato fino al 1945, anno in cui lo scrittore francese si suicidò.

### Esordi letterari in Argentina

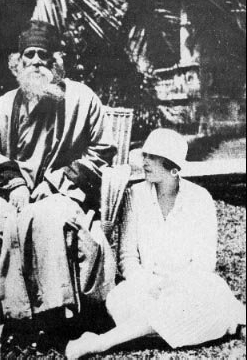
Victoria Ocampo con Rabindranath Tagore nel parco della Miralrío, 1924

Nel 1917 Ricardo Güiraldes pubblicò Xamaica, una sorta di romanzo epistolare, il cui personaggio principale, Clara Ordóñez, è ispirato a Victoria Ocampo. L'infanzia di Clara ricorda molto da vicino quella di Victoria, e le analogie includono anche un matrimonio conflittuale. Güiraldes stesso le chiese l'autorizzazione per includere in Xamaica una delle missive della giovane letterata.
In quest'epoca Ocampo cominciò a nutrire un amore viscerale per Dante. Il 4 aprile 1920 pubblicò per il quotidiano La Nación uno scritto intitolato «Babel», dove analizzò il Canto XV del Purgatorio e disquisì sulle disuguaglianze tra gli esseri umani. Nonostante fosse ufficialmente separata, si firmò con il cognome del marito, Victoria Ocampo de Estrada. In ogni caso, la via della notorietà era aperta, perché collaborare al prestigioso giornale apriva molte porte per avviare una carriera letteraria.
L'arrivo di José Ortega y Gasset in Argentina nel 1916 portò Ocampo, che strinse amicizia con lui, a perfezionare il proprio spagnolo. Ocampo si trovava infatti più a suo agio con la lingua francese, il che le valeva oltretutto l'ostilità di gruppi nazionalisti e di sinistra. Fino al 1930 tutti i suoi articoli furono scritti in francese, per essere poi tradotti in spagnolo. Nel 1924, dopo il suo ritorno in Europa, Ortega le pubblicò il suo primo libro, De Francesca a Beatrice, comparso nella traduzione di Ricardo Baeza sul secondo tomo della neonata Revista de Occidente, e ne scrisse l'epilogo.
Quello stesso anno, Tagore costituì l'oggetto del quarto articolo che Ocampo redasse per La Nación, «La alegría de leer a Rabindranath Tagore». I due precedenti vertevano su John Ruskin e su Gandhi, due personaggi molto ammirati dalla scrittrice. Quanto a Tagore, aveva letto nel 1914 la sua più apprezzata raccolta poetica, Gitanjali, nella traduzione francese di André Gide.
Nel 1924 Tagore arrivò a Buenos Aires, dopo aver contratto l'influenza durante il viaggio. Il giorno seguente Ocampo andò a trovarlo nella sua camera del Plaza Hotel, offrendosi di ospitarlo a Villa Ocampo per la convalescenza, ma, incassato il rifiuto dei genitori, ripiegò sulla Miralrío, la villa di campagna del marito di sua cugina, ubicata a San Isidro come la sua. Tuttavia, gli otto giorni previsti per la convalescenza diventarono due mesi, ragion per cui Ocampo dovette prendere la casa in affitto.
Cominciò a provare, come disse, una «grande ammirazione ed empatia spirituale» nei confronti di Tagore che, a sua volta, fu positivamente colpito dalla donna, tanto da dedicarle poco più tardi un componimento in versi. Il 4 gennaio 1925, Tagore lasciò Buenos Aires. Iniziò così un carteggio nel quale il poeta bengalese insisté sul dispiacere per non aver potuto soggiornare più a lungo al Miralrío. Nel 1930 (Tagore morirà nel 1941) si incontrarono un'ultima volta a Parigi, quando Ocampo organizzò un'esposizione di suoi quadri alla Gallerie Pigalle.

### Attività culturale in Argentina
Il suo contributo più notevole al mondo della cultura fu come fondatrice e direttrice della rivista Sur nel 1931. Sulla rivista furono pubblicati testi di importanti scrittori argentini come Jorge Luis Borges, Adolfo Bioy Casares, Ernesto Sábato e Julio Cortázar. L'importanza della rivista però è legata alla diffusione presso il pubblico argentino degli scritti di autori stranieri, specialmente francesi, inglesi e statunitensi. Le sue origini sociali e il fatto di essere una nota oppositrice del governo nazionalista e populista di Juan Perón fra il 1946 e il 1955, la identificarono con un orientamento culturale conservatore ed elitario. Nonostante ciò le sue relazioni personali e la sua attività di editrice la mantenevano in contatto con numerosi scrittori comunisti. Nel 1953 Ocampo fu imprigionata a causa della sua opposizione a Perón. Nel 1960 manifestò il suo disappunto per la visita di José Bianco, segretario di redazione di Sur, nella Cuba castrista. Bianco si dimise di conseguenza dal suo incarico.

### Ultimi anni e riconoscimenti postumi
Victoria Ocampo fu la prima donna che riuscì ad entrare nell'Accademia Argentina delle Lettere, fondatrice di uno dei più antichi movimenti femministi dell'Argentina, la Union de Mujeres (Unione delle donne), membro dell'International PEN Club e laureata honoris causa all'Università di Harvard. Alla sua morte la scrittrice fu seppellita nel cimitero della Recoleta a Buenos Aires. Prima di morire, donò all'UNESCO Villa Ocampo, la sua casa nella città di San Isidro, 25 chilometri a nord di Buenos Aires, che era stata originariamente la villa estiva della sua famiglia nel XIX secolo. La casa con tutto l'arredamento contenuto rimase chiusa per molti anni, poi nel 2003 un incendio ne distrusse le soffitte. Attualmente la villa è stata trasformata in un museo. Villa Victoria, la sua casa delle vacanze sull'Oceano Atlantico, a Mar del Plata, fu egualmente donata all'UNESCO, ma fu in seguito venduta all'asta e comprata dalla Municipalità che la convertì in museo e centro culturale. Le dure critiche da parte degli scrittori peronisti e di alcuni intellettuali di sinistra sulla sua figura, cominciarono a temperarsi subito dopo la sua morte, mentre veniva lentamente riconosciuta come una delle più importanti animatrici culturali dell'Argentina del XX secolo.

### Letteratura
Victoria Ocampo ha scritto vari saggi, fra cui spiccano quelli dedicati a Emily Brontë, Lawrence d’Arabia e Virginia Woolf, innumerevoli articoli e una lunga serie di «Testimonianze», raccolte in un totale di dieci volumi e pubblicate tra il 1935 e il 1977. Un'autobiografia in sei volumi è stata pubblicata dopo la sua morte. In particolare queste due ultime opere sono considerate validi documenti storici per ricostruire la vita culturale e le relazioni intellettuali dei letterati argentini con l'Europa e gli Stati Uniti.

## Premi e riconoscimenti
- Premio Maria Moors Cabot: 1965[22]

## Opere
- Virginia Woolf nel suo diario, SuiGeneris, 2023.